# Padovanski ciklus fresaka iz 14. stoljeća
Padovanski ciklus fresaka iz 14. stoljeća je naziv za četiri lokaliteta u Padovi u kojima se nalazi osam ciklusa fresaka u sakralnim i svjetovnim građevinama koje su naslikane od 1302. do 1397., a koji su 2021. godine upisani na UNESCO-ov popis mjesta svjetske baštine u Europi.
Ovi fresko-ciklusi, premda djelo različitih umjetnika za različite vrste pokrovitelja i unutar zgrada različitih funkcija, ipak odražavaju jedinstvo stila i sadržaja. Pored Giottovog ciklusa fresaka kapele Scrovegni, za koji se smatra da je označio početak revolucionarnog razvoja u povijesti zidnog slikarstva, tu su i drugi ciklusi fresaka različitih umjetnika kao što su: Guariento di Arpo, Giusto de' Menabuoi, Altichiero da Zevio, Jacopo Avanzi i Jacopo da Verona. One ilustriraju kako se tijekom stoljeća umjetnost freskoslikarstva razvijala uz novi kreativni poticaj i razumijevanje prostornog prikaza, što je naposljetku dovelo do pojave rane renesanse u Italiji.

## Popis lokaliteta
| Naziv                             | Slika                                      | ID       | Godina          | Opis |
| --------------------------------- | ------------------------------------------ | -------- | --------------- | --- |
| Kapela Arena                      | Interior of the chapel, covered by frescos | 1623-001 | 1303.-1305.     | U oslikavanju kapele Giotto se bazirao na realističniji antički način slikanja. Njegove figure nisu bizantski stilizirane i izdužene nego trodimenzionalne, anatomski točne i odjevene u stvarnu odjeću koja prirodno pada, a ne vijugavu formaliziranu draperiju. Lica i geste su utemeljeni na podrobnom proučavanju stvarnih lica, a čvrsto oblikovane figure su suprotstavljene realističnom pejzažu koji je oblikovan poput kazališne scene za likove. Također, Giottov način prikazivanja ljudskih lica i emocija čini njegovo djelo potpuno drugačijim od njegovih suvremenika. |
| Crkva Eremitani                   | Chiesa degli Eremitani                     | 1623-001 | 1361.-1370.     | Glavnu kapelu krasi Guarientov ciklus fresaka koji nakon ratnih razaranja pokriva samo lijevi (sjeverni) zid, s pričama o sv. Filipu i sv. Augustinu, te alegrijama o planetima i dobu čovjeka. Očito je kako je ovaj dio ukrasa pod utjecajem Giottovih obližnjih freska u kapeli Scrovegni. U kapeli obitelji Cortellieri, smještenoj na desnoj strani lađe, nalaze se ostaci slikovnog ciklusa Giusta de 'Menabuoija iz oko 1370. koji prikazuje Slavu sv. Augustina s vrlinama i slobodnim umjetnostima. |
| Palazzo della Ragione             | Fresco in a large hall                     | 1623-002 | početak 14. st. | U velikoj dvorani (il Salone), sva četiri zida u cijelosti su zauzeta freskama. Dekoracija se sastoji od više od tri stotine različitih scena podijeljenih u dva dijela: gornji dio, koji datira iz petnaestog stoljeća, sadrži prizore koji se razvijaju na tri razine i pokazuje da svaki mjesec u godini odgovara određenim znakovima zodijaka, obrtima i karakterne osobine. Donji dio je manje gusto ukrašen i sadrži dijelove fresaka iz 14. stoljeća. Originalni slikovni ciklus pripisan je Giottu i prikazivao je četiri glavne kreposti, tri teološke kreposti, svece zaštitnike Padove (kao što su sv. Justina i Antun Padovanski), te crkveni doktori. Ti su vjerski prizori prošarani diskovima s prikazom životinja, ispod kojih su sjedili suci i bilježnici suda. U to je vrijeme nepismenost bila raširena, a oni koji su bili tuženi na suđenju bi dobivali karticu na kojoj je stajala figura životinje koja simbolizira suca koji je vodio suđenje, a koju su tako prepoznali i oni koji nisu znali čitati. Ovo je podsjetnik na izvornu funkciju palače, sudsku. |
| Loža palače Carraresi             | ILoggia dei Carraresi                      | 1623-002 | 1339.-1343.     | U stražnjim prostorijama nalazi se Sala delle Adunanze u kojoj se nalazi ono što je ostalo od privatne kapele. U njoj se nalaze neke Guarientove freske koje prikazuju biblijske prizore. Krov je bio ukrašen plavom bojom zlatnim zvijezdama i imao je drvene okrugle u sredini s prikazom Bogorodice s djetetom i četiri evanđelista. |
| Krstionica katedrale              | Battistero di Padova                       | 1623-002 | 1375.-1376.     | Freske se smatraju remek-djelom Giusta de Menabuoija kojega su pored padovanskih, inspirirale i strogi romanički i bizantski uzori. O tomu svjedoči freska u kupoli krstionice koja je organizirana oko Krista Pantokratora okruženog hipnotičkom višeslojnom trakom s anđelima i svecima koji se okreću, čije aureole u urednim redovima podsjećaju, gledano odozdo, na obilježja veličanstvene zlatarske umjetnosti. Slike koje prekrivaju zidove prikazuju epizode iz života sv. Ivana Krstitelja (lijevo od ulaza), Marije i Isusa. Iz analize stilskih odabira jasno je kako je korištenje retro uzora za Giusta bilo nešto što je namjerno odabirao u izražajne i simboličke svrhe. On je možda jedini slikar četrnaestog stoljeća u Padovi koji svjesno bira koji likovni jezik koristiti. |
| Bazilika i samostan svetog Antuna | Cappella del beato Luca Belludi            | 1623-003 | 1376.-1379.     | S desne strane lađe, nasuprot grobnice sv. Antuna, nalazi se velika kapela sv. Jakova koju je naručio Bonifacio Lupi 1370-ih u gotičkom stilu, s freskama na zidovima koji prikazuju priče o sv. Jakovu koje su naslikali Altichiera da Zevio i Jacopo Avanzi. Dvije su iznimke: prva je prizor snova kralja Ramira i bitke kod Clavija, koja je inspirirana španjolskom tradicijom, a druga je „Raspeće”, središnji i prevladavajući element dekoracije. Altichierovo „Raspeće” jedna je od najznačajnijih slika kasnog 14. stoljeća. Tu je i nekoliko freski koje je naslikao Girolamo Tessari. |
| Oratorij sv. Jurja                | Oratorio di San Giorgio                    | 1623-003 | 1379.-1384.     | Altichiero da Zevio je dva bočna zida podijelio u dvije trake koje se preklapaju: na lijevoj strani su scene iz Života sv. Aleksandrije (gore) i Svete Lucije (dolje). Na protupročelju su prikazani prizori iz Kristova djetinjstva, a stražnjim zidom dominira veliko „Raspeće” na kojem se nalazi Marijina krunidba između anđeoskih zborova. Arhitektonski dijelovi su složeni i savršeno integrirani u odvijanje scena, s dubokim pogledima iz perspektive. Stanje očuvanosti fresaka nije izvrsno, ali u najbolje očuvanim dijelovima očituje se iznimno profinjena igra svjetla i mekih nijansi s briljantnim kombinacijama, što je svojevrstan vrhunac slikarstva četrnaestog stoljeća. |
| Oratorij sv. Mihovila             | A church in red brick                      | 1623-004 | 1397.           | Jacopo da Verona je djelovao skoro jednog stoljeća poslije Giottova istraživanja koja su neizbrisivo utjecala na njegovu umjetnost. Ovo je ujedno i posljednji primjer fresko slikarstva u Padovi iz četrnaestog stoljeća. Njegov stil se smatra kao na puka imitacija velikih majstora svoga vremena, ali se vidi i njegova originalnost u ugodnom i tečnom pripovijedanju sakralnih motiva, te u ambijentalnom kontekstu bliskom tadašnjem gledatelju; u prikazu svakodnevnog života radnji i prikazivanju poznatih i kroničkih detalja. |

## Vanjske poveznice
- Residences of the Royal House of Savoy video (engl.)